# Geissomeria nitida
Geissomeria nitida là một loài thực vật có hoa trong họ Ô rô. Loài này được (Nees & Mart.) Nees mô tả khoa học đầu tiên năm 1847.